# 小林太三郎
小林 太三郎（こばやし たさぶろう、1923年（大正12年）11月13日 - 2012年（平成24年）9月20日は、日本の経営学者。欧米やアジアの大学には日本と違って広告学部や広告学科があり、多くの研究者がいるが、広告研究においては日本の第一人者。商学博士、早稲田大学名誉教授（大学院商学研究科、商学部）。広告研究で博士号を取り、大学院で広告研究の講義をし、広告研究のゼミナールを持った日本最初の人物。著書である『広告管理の理論と実際』同文舘（1968）は669ページに及ぶ大著。露出、認知、態度といった消費者行動の段階を明確に定義づけ、学会業界で使用する広告関連用語の標準化に貢献した。また、多くの広告研究者を世に送り出した（亀井昭宏、小林保彦、嶋村和恵、中山勝己、清水公一、松井陽通、石崎徹、小泉眞人）。日本広告学会設立に尽力し、長年会長を務め、日本学術会議会員として活躍した。アメリカ広告学会、アメリカ・マーケティング協会、アメリカ・ダイレクトメール/マーケティング協会(AMA)、アメリカ広告調査財団(ARF)会員。ミシガン州立大学ゴードン・E・ミラクルは友人。IAA世界広告会議が東京で開催された折、司会を務め、慰労のため東宮御所に招かれる。

## 略歴
- 1923年（大正12年）11月13日：群馬県高崎市に生まれる
- 1943年（昭和18年）：早稲田大学文学部入学
- 1949年（昭和24年）：早稲田大学文学部社会学専攻卒業
- 1950年（昭和25年）：早稲田大学商学部大学院入学
- 1951年（昭和26年）：早稲田大学商学部助手
- 1952年（昭和27年）：早稲田大学商学部大学院修了
- 1952年（昭和27年）：早稲田大学商学部専任講師
- 1954年（昭和29年）：早稲田大学商学部助教授
- 1958年（昭和33年）：ミシガン州立大学で広告・販売促進を研究（ - 1959年1月）
- 1959年（昭和34年）：早稲田大学商学部教授
- 1968年（昭和43年）：商学博士学位取得（早稲田大学）
- 1994年（平成6年）：早稲田大学定年退職
- 1994年（平成6年）：早稲田大学名誉教授

## 歴任
- 1976年（昭和51年）：日本広告学会会長（ - 1998年）
- 1980年（昭和55年）：ミシガン州立大学広告学科客員教授（ - 1981年8月）
- 1982年（昭和57年）：早稲田大学産業経営研究所所長（ - 1984年9月）
- 1985年（昭和60年）：ニューヨーク市立大学マーケティング学科客員研究員（ - 1986年8月）
- 1986年（昭和61年）：早稲田大学大学院商学研究科委員長（ - 1990年9月）
- 1990年（平成2年）：早稲田大学システム科学研究所所長（ - 1992年11月）
- 1994年（平成6年）：日本学術会議会員第16期（ - 1997年）
- 1995年（平成7年）：埼玉女子短期大学学長（ - 1999年3月）
- 1997年（平成9年）：日本学術全議会員第17期
- 1999年（平成11年）：屋外広告調査フォーラム（現・日本屋外広告フォーラム）会長

## 叙勲・叙位
- 2001年（平成13年）4月：勲三等瑞宝章を授与される
- 2012年（平成24年）10月：正五位に叙される

## 冠賞
- 2014年（平成26年）日刊工業新聞社に、産業広告に貢献した人を表彰する「小林太三郎賞」ができる

## 著書

### 単著
- 『広告宣伝』 同文館 1963
- 『広告管理の理論と実際』 同文館 1968
- 『現代広告入門』 ダイヤモンド社 1969
- 『広告のチェックリスト：新版』 宣伝会議 1978
- 『生きる広告。12章：新しい広告の構築とその方向』 電通 1994

### 監修・共著
- 産業広告考え方、進め方34章 日刊工業新聞社 1965
- 日本の広告キャンペーン上・下 誠文堂新光社 1965
- 効果的なPOP広告 誠文堂新光社 1966
- 広告概論12章一理論と実際一 玄光社 1966
- 市場細分化と広告戦略広告におけるセグメンテーションの問題点としての事例 久保田宣伝研究所 1966
- 販売促進ハンドブック 詩文堂新光社 1969
- 新しい広告 電通 1974
- 広告と環境 広告機能の実証的分析実教出版 1975
- 広告コミュニケーション論 税務経理協会 1977
- 広告効果測定ハンドブック 日本能率協会 1984
- 広告日経産業シリーズ 日本経済新聞社 1985
- 事例による広告キャンペーンの実際 同文館 1985
- クーポン広告電通 1989
- 広告・販売促進辞典創成社 1989
- 流通広告ハンドブック 繊研新聞社 1989
- 新・広告効果測定ハンドブック：実践編 日本能率協会総合研究所 1991
- 実践クーポン広告 電通 1993
- IMC技法ハンドブック 日本能率協会総合研究所 1994
- 広告の基礎：I・II 日経広告研究所 1996
- 広報の基礎：I・II 日経広告研究所 1996
- 日本の広告研究の歴史Advertising Studies in Japan 電通 1997

### 訳書
- P.M.ロス『新しい広告媒体計画』、誠文堂新光社
- K.ローマン/J.マーズ『実践的広告開発法』、ダイヤモンド社
- ラリー・パーシー『実践IMC戦略』、日経広告研究所

## 主要論文
『早稲田商学』掲載のもののみ
- クーポン法による広告効果の測定、早稲田商学（102）、1953
- 消費者運動と広告、早稲田商学（109）、1954
- Informative Advertisingの一般的性格とその広告効果について、早稲田商学（112）、1954
- アメリカの輸出広告に関する一資料、早稲田商学（114）、1955
- ポインツ・オヴ・パーチァス広告の領域とその広告効率－－購買時点と購買時点外の関連把握を中心にして、早稲田商学（117）、1955
- 広告のマーチャンダイジングと広告管理、早稲田商学（120）、1956
- 屋外広告のサーキュレーションとT．A．B、早稲田商学（124）、1956
- セールズプロモーションに関する若干の考察、早稲田商学（127）、1957
- マーケテイング・ミックスと広告活動、早稲田商学（131）、1957
- 広告代理業の現代的性格－マーケテイング・エイジェンシイ観の検討を中心にして、早稲田商学（140・141）、1959
- アメリカにおける広告効果測定をめぐる最近の動き、早稲田商学（157）、1962
- 広告教育の経緯と展望（商学部史－3－）、早稲田商学（249）、1975
- ダイレクト・リスポンス広告の管理－－反応率を中心にして、早稲田商学（251）、1975
- インダストリア・パブリシティについての一考察－その役割と効果分析、早稲田商学（254・255）、1976
- 比較広告に対する消費者・広告主・媒体社の意識、早稲田商学（262）、1977
- わが国における産業広告主の広告動向、早稲田商学（269・270）、1978
- コーポリット・アイデンディティの役割と広告に対する関係、早稲田商学（296）、1982
- インセンティブ・プロモーションの考え方、分類、その事例研究、早稲田商学（303）、1984
- ダイレクト・リスポンス・エイジェンシイのサービス領域、早稲田商学（310）、1985
- わが国主要広告会社及び販促会社の当面する問題点と将来の方向、早稲田商学（314・315）、1986
- 広告主一広告会社関係について－－AEシステム、広告会社のフルサービスの視点より、早稲田商学（325）、1988
- 昭和63年における主婦の比較広告観と比較TVコマーシャルの効果、早稲田商学（330）、1988
- わが国のクーポニング発展の条件、早稲田商学（351・352）、1992
- これからの「新しい広告」に求められる重要ポイントー最終講義、早稲田商学（359）、1994

その他、『ブレーン』（成文堂新光社）、『宣伝会議』（久保田宣伝研究所）、『アドバタイジング』（電通）、『日経広告研究所報』（日経広告研究所）等に論文が掲載されている。